# Gravitationslinseneffekt

Simulation des Gravitationslinseneffekts

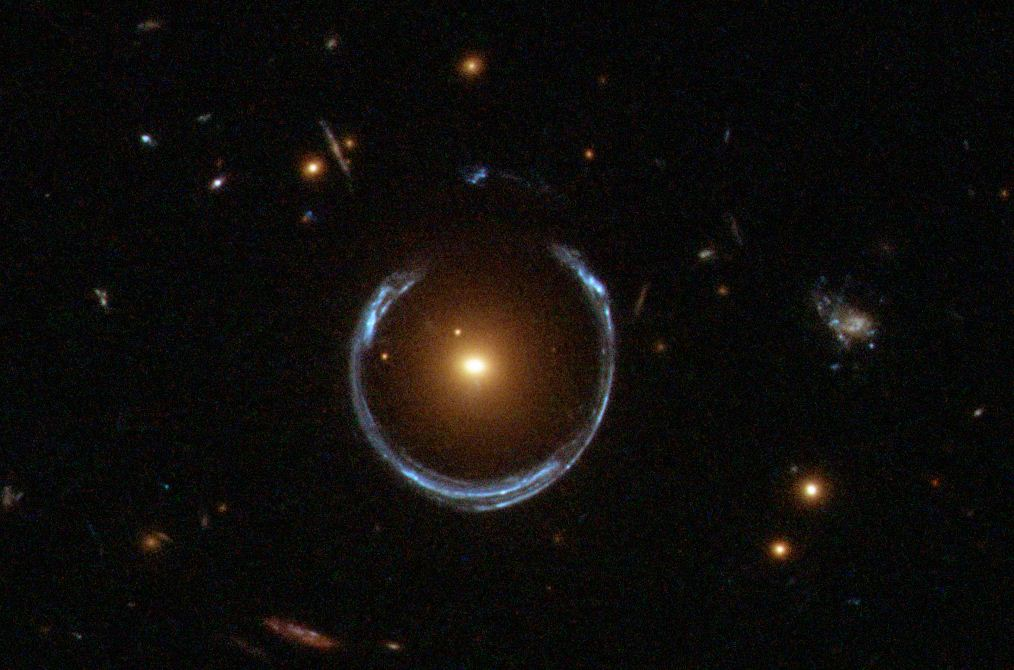
Einsteinring: zwei Galaxien befinden sich in der Sichtline genau hintereinander. Die vordere Galaxie wirkt als Gravitationslinse und bildet die hintere als Ring ab (Objekt LRG 3-757, aufgenommen mit dem Hubble-Weltraumteleskop)

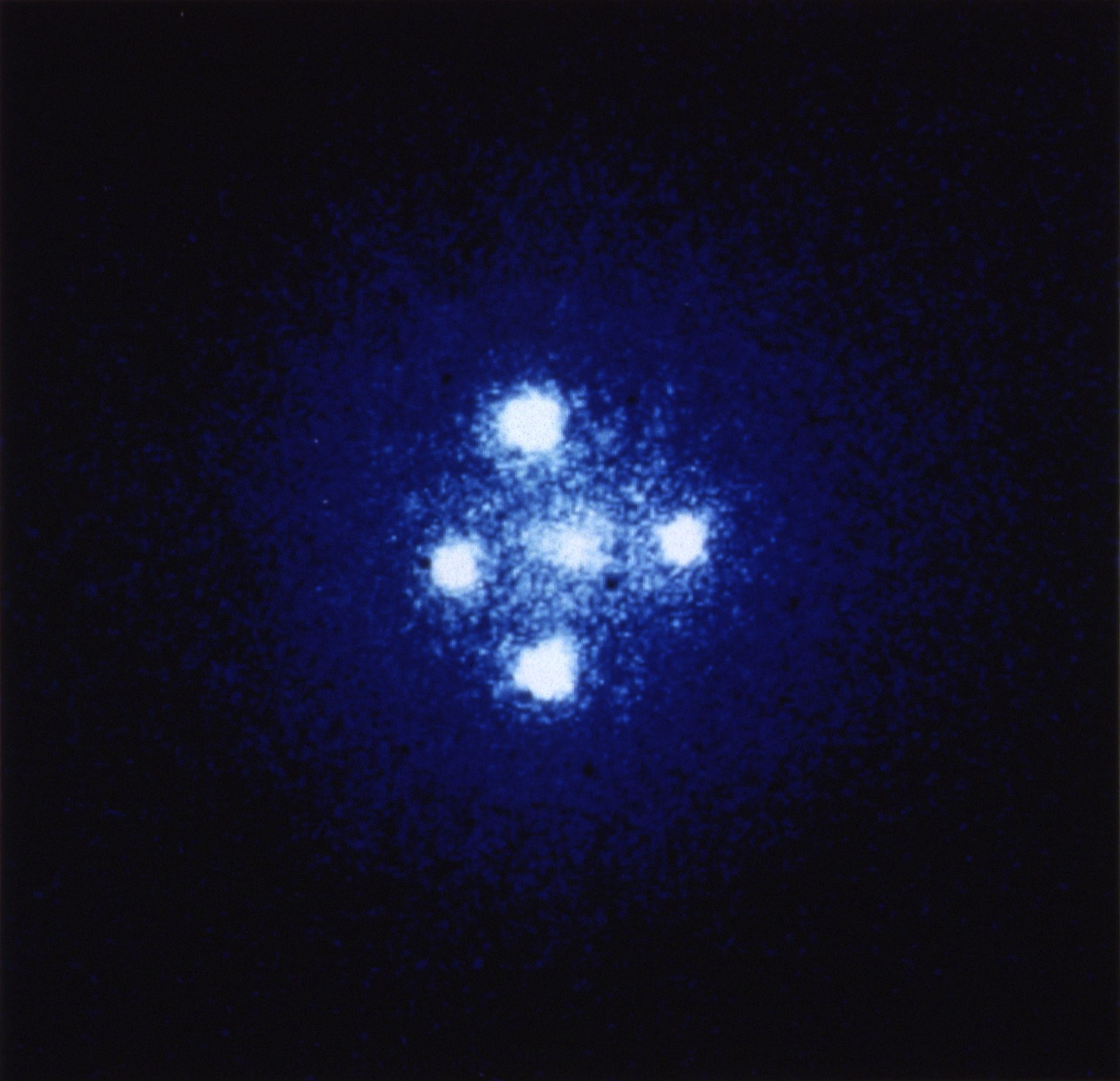
Das Einsteinkreuz: Der Quasar QSO 2237+0305 steht von der Erde aus gesehen genau hinter dem Kern einer etwa 400 Millionen Lichtjahre entfernten Galaxie, die als Gravitationslinse wirkt. Durch die Gravitationslinse entstehen vier ähnlich helle Bilder in Form eines Kreuzes mit dem Galaxienkern im Zentrum.

Als Gravitationslinseneffekt wird in der Astronomie die Ablenkung von Licht durch große Massen bezeichnet. Der Name rührt her von der Analogie zu optischen Linsen und der wirkenden Kraft Gravitation.
Grundsätzlich wird dabei das Licht einer entfernten Quelle wie eines Sterns, einer Galaxie oder eines anderen astronomischen Objekts durch ein vom Betrachter gesehen davorliegendes Objekt, die Gravitationslinse, beeinflusst.
Lichtstrahlen, die von einer Gravitationslinse abgelenkt werden, werden umso stärker zur Masse hin abgelenkt, je näher sie an der ablenkenden Masse vorbeilaufen. Eine Gravitationslinse konzentriert das Licht, das an der ablenkenden Masse vorbeiläuft, auf die Achse zwischen Objekt und Beobachter. In verschiedenen Abständen am Objekt vorbeilaufende Lichtstrahlen schneiden aber die Achse in verschiedenen Entfernungen. Infolgedessen kann eine Gravitationslinse im Sinne der abbildenden Optik kein reelles Bild erzeugen. Die stattdessen erzeugte Lichtverteilung ist eine Kaustik.
Im Gravitationsfeld der Gravitationslinse ändert sich die Ausbreitungsrichtung des Lichtes, sodass die Position der Quelle am Himmel verschoben erscheint. Auch kann ihr Bild dabei verstärkt, verzerrt oder sogar vervielfältigt werden. Nach dem Odd-Number-Theorem tritt dabei immer eine ungerade Anzahl von Bildern auf. Allerdings können dabei einige Bilder auch so stark abgeschwächt sein, dass nur eine gerade Anzahl beobachtbar ist.
Je nach Masse und Form (Massenverteilung) der beteiligten Objekte und ihrer Lage zueinander kann der Effekt unterschiedlich stark ausfallen, von spektakulär verzerrten Mehrfachbildern bis hin zu nur leichten Helligkeitsänderungen, sodass man vom Starken Gravitationslinseneffekt, vom Schwachen Gravitationslinseneffekt und vom Mikrolinseneffekt spricht. Ein Spezialfall des Gravitationslinseneffekts ist die Kosmische Scherung.
Bereits Isaac Newton vermutete 1704 in den berühmten Queries Nr. 1 seines Werkes Opticks die gravitative Lichtablenkung. Die erste quantitative Überlegung dazu gab es um 1800, sie wurde aber erstmals 1915/16 von Albert Einstein mit seiner Allgemeinen Relativitätstheorie korrekt beschrieben. Nach ersten Beobachtungen an der Sonne 1919 und einigen theoretischen Arbeiten gelangen jedoch erst ab 1979 dank verbesserter Beobachtungstechniken Beobachtungen weiterer Gravitationslinsen. Seitdem hat sich der Gravitationslinseneffekt zu einem vielfältigen Gebiet der Beobachtenden Astronomie und auch zu einem Werkzeug für andere Felder wie die Kosmologie entwickelt.

## Geschichte
Die erste gezielte experimentelle Überprüfung der allgemeinen Relativitätstheorie (ART), die in der Öffentlichkeit großes Aufsehen erregte und diese Theorie berühmt machte, wurde 1919 durchgeführt. Sie überprüfte die Voraussage der ART, dass Licht, wie jede elektromagnetische Strahlung, in einem Gravitationsfeld abgelenkt wird. Dabei wurde die Sonnenfinsternis vom 29. Mai 1919 ausgenutzt, um die scheinbare Verschiebung der Position eines Sternes nahe der Sonnenscheibe zu messen, da hier der Effekt am stärksten sein sollte. Die Voraussage der Einstein’schen Theorie, dass Sternenlicht, das auf seinem Weg zur Erde den Rand der Sonnenscheibe streift, um 1,75 Bogensekunden abgelenkt werden sollte, wurde bei dieser ursprünglichen Messung mit einer Abweichung von 20 % bestätigt.
Klassisch, d. h. mit Hilfe der Newtonschen Gravitationstheorie, oder mithilfe der speziellen Relativitätstheorie berechnet, wäre der Effekt nur halb so groß, da sich nur die Zeitkoordinate und nicht die Raumkoordinate ändert. Die aus der Newtonschen Gravitationstheorie folgende Ablenkung von 0,83 Bogensekunden war bereits im März 1801 von Johann Georg von Soldner berechnet worden.
Ähnliche Messungen wurden später mit verbesserten Instrumenten durchgeführt. In den 1960ern wurden die Positionen von Quasaren vermessen, womit eine Genauigkeit von 1,5 % erreicht wurde, während ähnliche Messungen mit dem VLBI (Very Long Baseline Interferometry) später die Genauigkeit auf 0,2 % steigerten. Auch wurden die Positionen von 100.000 Sternen durch den ESA-Satelliten Hipparcos vermessen, womit die Voraussagen der ART auf 0,1 % genau überprüft werden konnten. Die ESA-Raumsonde Gaia, welche am 19. Dezember 2013 gestartet wurde, soll die Position von über einer Milliarde Sterne vermessen und damit die Raumkrümmung noch exakter bestimmen.

## Phänomenologie

### Prinzip

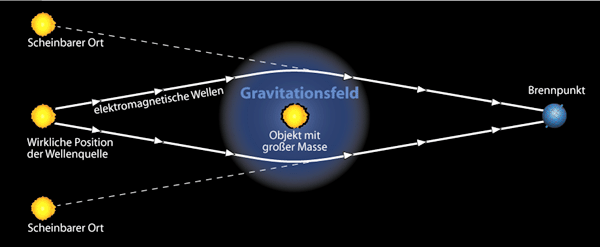
Gravitationslinse – Prinzipdarstellung

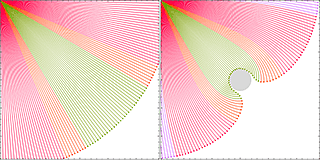
Links: unabgelenktes Strahlenbündel im Vakuum, rechts: von einem schwarzen Loch abgelenkte Strahlen (Animation)

Objekte mit einer sehr großen Masse lenken elektromagnetische Wellen in eine andere Richtung. Dementsprechend wird das Abbild des Hintergrundobjektes verlagert, verzerrt und möglicherweise vervielfacht.
Eine besondere Erscheinungsform ist der Mikrolinseneffekt (Microlensing). Hier ist die Ablenkung so geringfügig, dass sie nicht als räumliche Verlagerung registriert wird, sondern sich als vorübergehender Helligkeitsanstieg bemerkbar macht.
Die Wirkung beruht in jedem Falle auf der durch Albert Einstein in seiner allgemeinen Relativitätstheorie als Wirkung der Gravitation auf die Raumzeit beschriebenen Krümmung des Raumes durch massehaltige Objekte oder Energie.
Dieser Effekt kann bei einer totalen Sonnenfinsternis an Sternen nachgewiesen werden, die sehr nah an der Blickrichtung zur Sonne liegen und durch diese sonst überstrahlt werden: Die Position dieser Sterne erscheint dann geringfügig von der Sonne weg verschoben. Die entsprechende Beobachtung durch Arthur Eddington lieferte 1919 die erste experimentelle Bestätigung der Allgemeinen Relativitätstheorie. Einstein hielt es für möglich, aber kaum wahrscheinlich, dass man bei geeigneten Bedingungen Mehrfachabbildungen desselben Objektes wahrnehmen könne. Er dachte jedoch nur an Sterne als Auslöser dieses Effektes; 1937 untersuchte Fritz Zwicky die Auswirkung, die eine Galaxie als Gravitationslinse haben kann. 1963 erkannten Yu. G. Klimov, S. Liebes und Sjur Refsdal unabhängig, dass dann Quasare ideale Lichtquellen für diesen Effekt darstellen.

### Starker Gravitationslinseneffekt

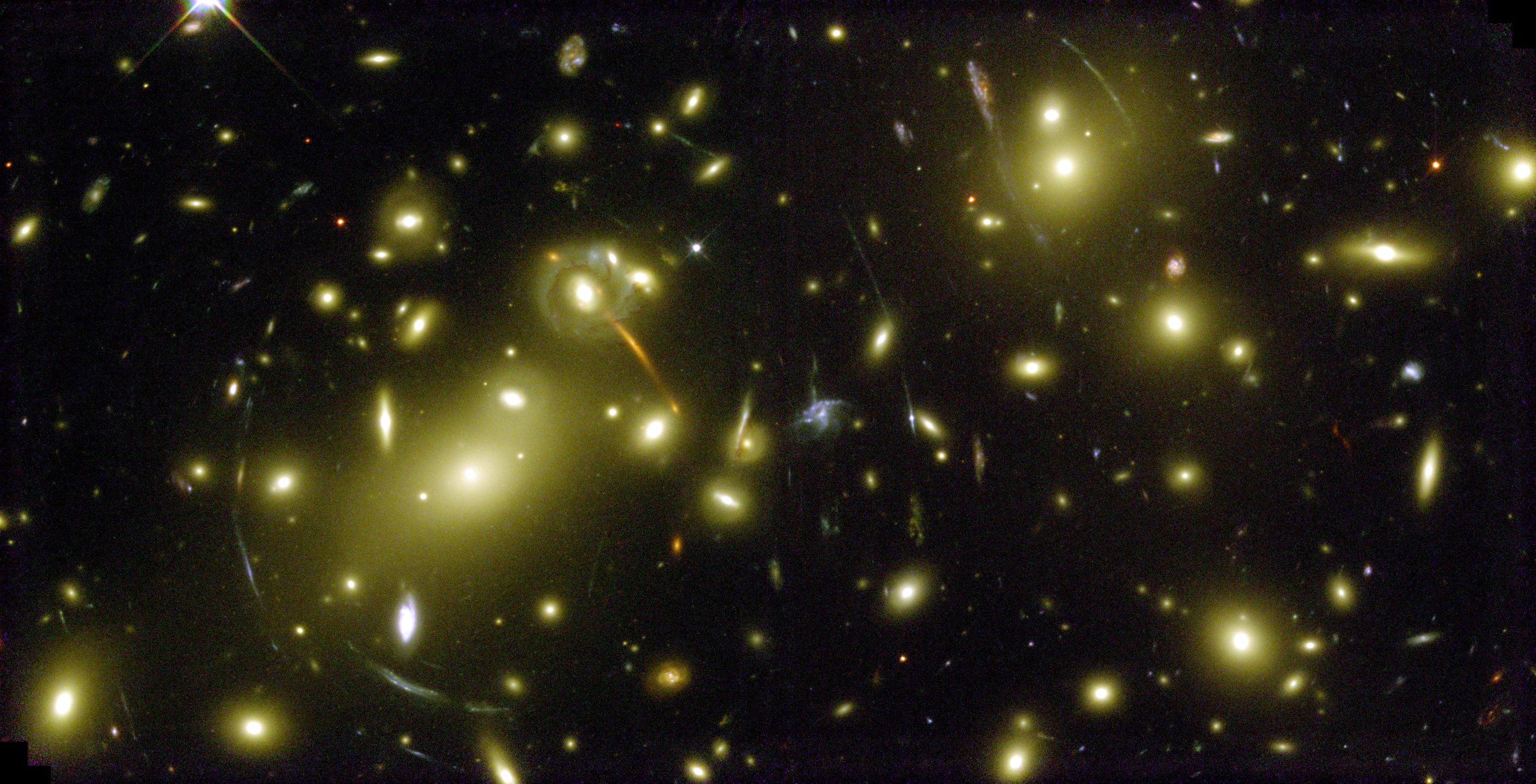
Weit entfernte Galaxien erscheinen als Kreisabschnitte, hier Abell 2218

Simulation der Lichtablenkung an einem Neutronenstern

Um eine Gravitationslinse im üblichen, also astronomischen Sinne zu erhalten, sind normalerweise die extrem intensiven Gravitationsfelder astronomischer Objekte wie Schwarze Löcher, Galaxien oder Galaxienhaufen nötig. Bei diesen ist es möglich, dass eine hinter der Gravitationslinse liegende Lichtquelle nicht nur verschoben erscheint, sondern dass der Beobachter mehrere Bilder sieht. Die erste solche „starke Gravitationslinse“ wurde 1979 entdeckt: der „Twin Quasar“ Q0957+561. Ein bekanntes Beispiel ist das 1985 entdeckte Einsteinkreuz im Sternbild Pegasus, eine vierfache Abbildung desselben Objekts. Unter bestimmten Umständen erscheint das Objekt hinter der Gravitationslinse als geschlossene Line in Form eines Einsteinrings.
Die erste Gravitationslinse, die nicht aus einer einzelnen Galaxie, sondern einem Galaxienhaufen (Abell 370) besteht, wurde im Jahre 1987 unabhängig voneinander von Genevieve Soucail, Yannick Mellier und anderen in Toulouse und von Vahé Petrosian und Roger Lynds in den USA als solche erkannt.

### Schwacher Gravitationslinseneffekt
Bei schwachen Verzerrungen – aufgrund eines schwachen oder weit entfernten Gravitationsfeldes – sind die Auswirkungen der Gravitationslinse nicht direkt ersichtlich, da die eigentliche Form der Objekte hinter der Gravitationslinse nicht bekannt ist. In diesem Fall ist die Bestimmung des Gravitationsfeldes dennoch durch statistische Methoden möglich, indem Form und Orientierung vieler der im Hintergrund vorhandenen Galaxien untersucht werden. Hierbei geht man davon aus, dass die Orientierung der Galaxien im Hintergrund ohne eine Gravitationslinse zufällig wäre. Mit Gravitationslinse erhält man eine Scherung des Hintergrundes, sodass Galaxien häufiger entlang eines Rings um Regionen mit starkem Gravitationsfeld ausgerichtet erscheinen. Hieraus kann die Massenverteilung bestimmt werden, welche den Linseneffekt hervorruft.
Da dieser Effekt klein ist, muss für eine ausreichende statistische Signifikanz eine große Anzahl von Galaxien untersucht werden. Des Weiteren ist eine Reihe von möglichen systematischen Fehlern zu berücksichtigen. Hierzu zählen die intrinsische Form von Galaxien, die Punktspreizfunktion der verwendeten Kamera, Abbildungsfehler des Teleskops sowie unter Umständen die Luftunruhe der Erdatmosphäre, welche ebenfalls zu einer Verzerrung des Bildes führen kann.

### Mikrolinseneffekt
Hauptartikel: Mikrolinseneffekt
Anders als von Einstein angenommen (siehe oben), können auch die Effekte, die ein einzelner Stern auf die Strahlung eines Hintergrundobjektes ausübt, beobachtet werden. So hat man eine Reihe von MACHOs nachgewiesen, weil ein Einzelstern das Licht eines dahinterliegenden, wesentlich schwächeren Objektes gebündelt und so (kurzzeitig) verstärkt hat. Auch extrasolare Planeten konnten mit diesem Effekt nachgewiesen werden.

## Anwendungen
Wenn eine Gravitationslinse (aus der Sicht des irdischen Beobachters) das Licht des Hintergrundobjektes bündelt, können Objekte untersucht werden, die ansonsten wegen ihrer geringen scheinbaren Helligkeit nicht registriert werden könnten. Damit ist es möglich, Galaxien in großer Entfernung und damit in sehr frühen Epochen der Entwicklung des Kosmos zu beobachten.

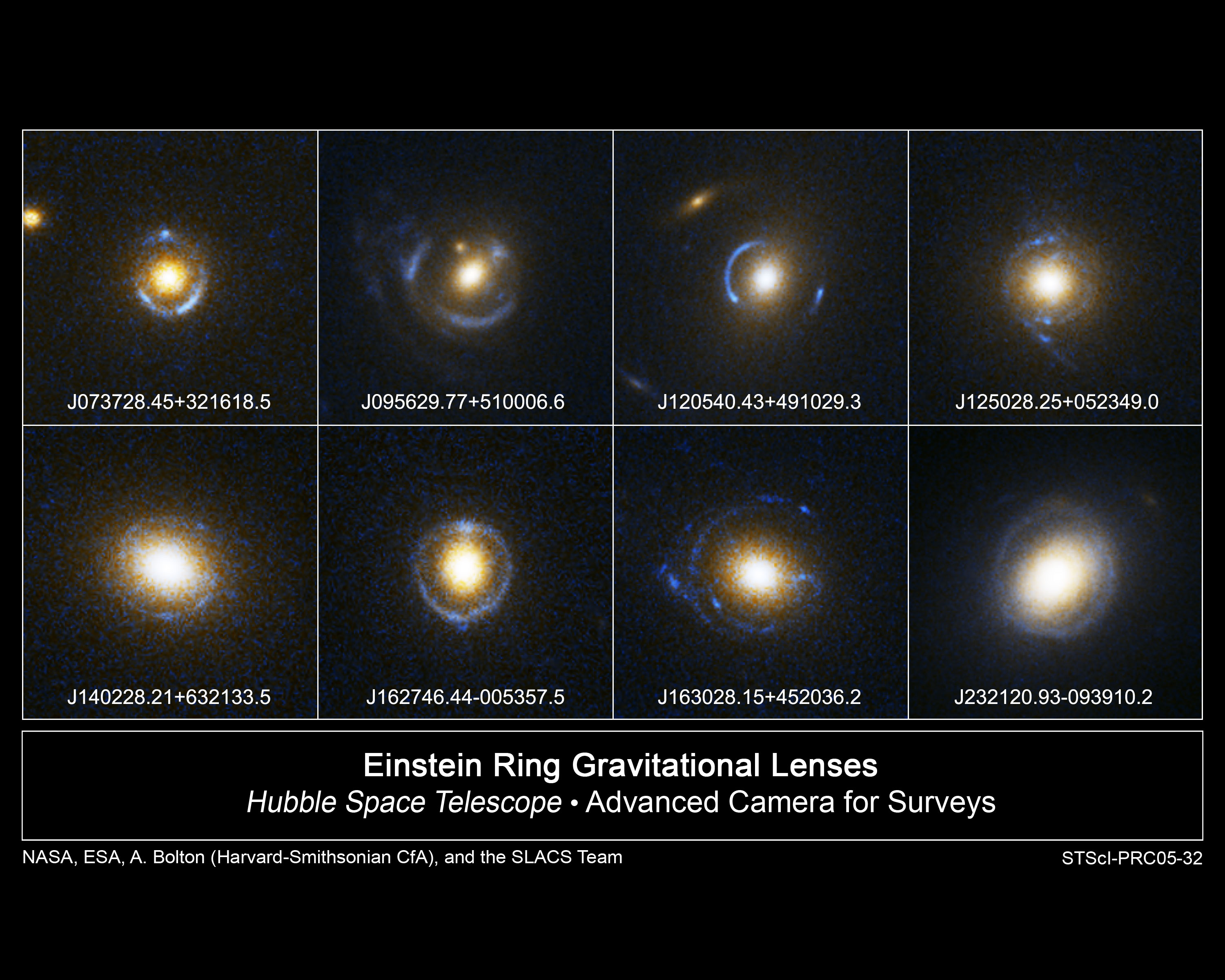
Verschiedene Einsteinringe (aufgenommen vom Hubble Space Telescope)

Außerdem liefert die Verteilung der Strahlung in der Bildebene die Möglichkeit, Eigenschaften (Masse und Massenverteilung) der Gravitationslinse selbst zu untersuchen. Dabei erhält man die Gesamtmasse direkt, ohne auf Unterstellungen hinsichtlich des Anteils der Dunklen Materie zurückgreifen zu müssen.
Statistische Auswertungen von Gravitationslinsenbildern können genutzt werden, Parameter wie etwa die Kosmologische Konstante oder die Materiedichte des gesamten Universums einzugrenzen. Auch die Hubble-Konstante kann unter Umständen mittels Gravitationslinsen näher bestimmt werden, wie Sjur Refsdal bereits 1964 vorhersagte. Forscher der Universität Zürich und der USA haben damit das Alter des Universums mit großer Genauigkeit auf nunmehr 13,5 Milliarden Jahre bestimmt.
Auch auf den Gravitationslinseneffekt geht zurück, dass das mittels des Panoramic Survey Telescope And Rapid Response System (Pan-STARRS/Hawaii) 2010 von japanischen Astronomen entdeckte Objekt PS1-10afx als eine vor neun Milliarden Jahren explodierte Hypernova angesehen wurde, die aber einer Supernova vom Typ Ia ähnelte, jedoch dafür viel zu hell erschien. Als dann 2013 in dieser Region eine schwach leuchtende Galaxie im Vordergrund auffiel, die von der exakt dahinter liegenden, helleren Supernova zuvor überstrahlt worden war, wurde klar, dass das bei der Explosion abgestrahlte Licht in Richtung der Erde durch diese Galaxien-Gravitationslinse gebündelt worden war und die Supernova dadurch 30-fach heller als ohne Lupen-Effekt erschienen war. Aufgrund dieser Beobachtungen gehen Astronomen jetzt davon aus, dass künftig weitere derartige Objekte entdeckt werden, weil es als wahrscheinlich gilt, dass mit zunehmender Entfernung – irgendwo auf dem Weg der Supernova-Strahlung bis zur Erde – es zu einem Gravitationslinseneffekt kommen kann.
Im Extremfall kann die Gravitation einer Galaxie eine extreme Vergrößerung erzeugen. Dadurch konnte zum Beispiel der mit 9 Milliarden Lichtjahren am weitesten entfernte Stern MACS J1149 Lensed Star 1 entdeckt werden (Stand 2018).
Eine Ausnutzung der solaren Gravitationslinse wurde bereits in den 1970er Jahren diskutiert. Dies wäre möglich bei Stationierung eines Weltraumteleskops in einer Entfernung von 550 AE von der Sonne. Dort wäre ein Vergrößerungsfaktor von 100 Millionen möglich und könnte theoretisch Strukturen bis herunter zu 25 km auf Exoplaneten auflösen. Vorschläge zur Realisierung solcher Teleskope wurden gemacht, z. B. mit einem Antrieb durch Sonnensegel.